# フィーメンニンは謳う
『フィーメンニンは謳う』（フィーメンニンはうたう）は、山口美由紀による日本の漫画作品。『花とゆめ』（白泉社）に1990年から1992年にかけて連載された。コミックスは花とゆめコミックスから全5巻、白泉社文庫より全2巻。

## あらすじ
苦学生の少女・リーナは、ある日通学路のそばにある花畑で純白の幼い女の子を拾う。妖精の世界からその女の子を探しにきたという青年・シルヴィに不信感を抱いたリーナは、クラスメイトで一方的にライバル視していたユリウスと共に、「無事に女の子を送り届けるのを見届けるため」に妖精の世界へと跳ぶ。
実はその女の子は成長途中の妖精の女王だった。本来ならば妖精の花園で「聖なる乙女」と呼ばれる妖精達によって育てられるはずだったのだが、諸事情により聖なる乙女がいなくなってしまったため、その血を引くリーナを教育係にするために意図的に人間の世界へやってきたのだった。女王はミルッヒと名付けられ、旅をしながら育てられることになる。
一方、妖精の世界を蝕み始めていた魔物の女王・ラミアドナもミルッヒの存在を知ることとなり、自らの野望のためにミルッヒを捕獲しようと動き出した。
そんな中、リーナは忘れていた幼少時の記憶を断片的に思い出すようになる。ユリウスやシルヴィにどこか似ている花畑の少年。少年の父親を刺した父の姿、そして少年の死。全てを思い出した時、女王の成長のためにその記憶を利用されていたことを知ったリーナは妖精の世界を拒絶し、人間の世界へ戻ってしまう。しかし事件の真相とその後を知ることにより、過去を乗り越えたリーナは再び妖精の世界へ。ラミアドナとの決戦の最中、ミルッヒは無事一人前の女王として成長する。
ミルッヒの成長を見届けたリーナとユリウスは人間の世界へと帰還。自分の想いに気がついたリーナはユリウスに告白するのだった。

## 主な登場人物

### 主人公一行
リーナ・オルファース
本作のヒロイン。本人は知らなかったが、祖母が人間の世界に定着した「聖なる乙女」と呼ばれる妖精であったため、人間と妖精の血をひくクォーターということになる。通学路のそばにある花畑でミルッヒを拾ってからは、草花の声を聞き取れるようになるなど、妖精としての力に目覚める（幼少時は力を使えていたので、眠っていた力が再び目覚めたということになる）。聖なる乙女として、ミルッヒの教育を任されることになる。
学校ではユリウスに次ぐ好成績だったが、ユリウスを超えることが出来ずにいたため、一方的にライバル視していた。旅の途中で、記憶の中にある金髪の少年がユリウスかシルヴィのどちらかであることに気がつき、2人を男性として意識するようになる。
ラミアドナへの対抗手段だった「光の石」の力の副作用でその少年と自分の父親に関する辛い記憶を思い出す。これもまたシルヴィの計画のうちだったことを知り一度は妖精を拒絶するが、それがもとで人間の世界へはじき出された際、その事件の真相とその後について知ることになり、過去を乗り越えることが出来た。
ユリウス・ブランデット
リーナのクラスメイト。シルヴィと共に妖精の世界に行こうとしていたリーナに頼まれて同行することになる。
実はリーナの記憶に登場する少年「ユーリ」であり、リーナの父方のいとこ（リーナの父とユリウスの母が兄妹）でもある。リーナより1歳年上であるが、幼少時の事件により1年遅れて就学したため、リーナと同じ学年になっていた。
なお、当初は眼鏡をかけていたが、妖精の世界に来てから視力が回復したことと、眼鏡が壊れてしまったことから後半ではかけていない。
シルヴィ
リーナとミルッヒを出会わせ、妖精の花園へ連れて行く役目を負った「森の人」の青年。その目的は、ミルッヒを単にかわいがって育てるのではなく、強い心を持った女王に育ててもらうことにあった。そのため、中盤ではリーナの記憶を呼び覚まそうと「記憶の中の少年」を演じてみせた。
実は身ごもった母親が妖精の世界に帰ってから生まれたユリウスの弟。
次作「タッジー・マッジー」にも登場する。
ミルッヒ
リーナが花畑で拾った女の子。名付け親はリーナ。実は妖精の女王であり、リーナの心に反応して喜怒哀楽などを学んでいく。一方で魔の力に同調すれば世界を闇に染める力にもなるため、ラミアドナに狙われることとなる。一度はラミアドナの手に落ち、周囲の人間の負の感情を増幅させるような言動も取ったが、リーナが過去を乗り越えたことに呼応して「闇を乗り越えること」を学び、一人前の女王に成長した。
ファー
人間に捕らえられ、街の市場で売られていた妖精。リーナ達が買って解放し、旅に同行することになる。

### 魔物たち
ラミアドナ
魔物の女王。城の黒バラを通じて世界中の「魔」の気を集め自分の力にしている。食事（生き血を吸う）のためにフェロールがたまたま連れてきたユリウスの言葉に自らの過去を思い出し心動かされるが、同時にミルッヒの存在を知ることとなり、魔物の世界を作るため、ミルッヒを狙うようになる。
元は人間で、城の姫君だったが、周囲の人間の悪意を見ることが出来る力と強い魔力を持っており、その力や金色と赤の瞳を恐れた家族に拒絶されたという想いから周囲の人間を巻き込んで魔物となった。最終的にはミルッヒの力でその過去の呪縛から解き放たれ、浄化された。
フェロール
ラミアドナの側近の男。ラミアドナのことは「お嬢」と呼んでいる。ラミアドナが魔女となる前から小間使いとして仕えており、家族と気持ちを通じ合わせることが出来なかった彼女の哀しみを知っている人物。ミルッヒが女王になったときの「聖なる光」によりラミアドナと共に浄化された。
ビー
フェロール配下の魔物。知能は高くないものの優しい性格であり、ミルッヒとも仲良くなっていたが、ミルッヒの「聖なる光」の爆発によって命を落とす。元々は人間時代のフェロールが捕まえてラミアドナのペットにした猿。

### その他
オージーン
魔術師。ラミアドナの城に入って生還した（ユリウス以外で）唯一の人物で、ラミアドナの弱点でもある「聖なる光の石」の制作者。ラミアドナへの対抗手段として、リーナ達にまだ熟していない石を渡す。
エミール
リーナの父。故人。リーナの記憶には笑わない父の姿しかなかったが、それは記憶をなくしたリーナを見るのが辛かったからであり、本来は笑顔の優しい人物。母（リーナの祖母）が妖精であるが、エミールには妖精としての力は発現しなかったようである。
ロルフ
ユリウスとシルヴィの父。かつては仕事に失敗したことで荒れており、妻・エミーリアが自分の元を去ってからはそれがエスカレートしていた。リーナの頼みで説得に向かったエミールと揉み合いになり腕を負傷。リーナが再会した際は穏やかな性格へと変わっており、事件の真相とユーリがユリウスであることをリーナに伝える。
エミーリア
ユリウスとシルヴィの母で、エミールの妹。人間の世界の環境が体に合わず弱っていたため、エミール達の説得によりシルヴィを妊娠中に妖精の世界へと帰された（ロルフは自分に失望して出て行ったのだと思っていた）。その後人間の世界へ戻ってくることはなかったが、ユリウスやリーナのことはシルヴィに教えていた。